# Вали-ду-Риу-дус-Бойс

Вали-ду-Риу-дус-Бойс на карте.

Вали-ду-Риу-дус-Бойс (порт. Microrregião do Vale do Rio dos Bois) — микрорегион в Бразилии, входит в штат Гояс. Составная часть мезорегиона Юг штата Гойас. Население составляет 113 566 человек (на 2010 год). Площадь — 13 589,108 км². Плотность населения — 8,36 чел./км².

## Демография
Согласно сведениям, собранным в ходе переписи 2010 г. Национальным институтом географии и статистики (IBGE), население микрорегиона составляет:						
| Полное население                             | Полное население                             | Полное население                             | Полное население                             | 113 566 |
| -------------------------------------------- | -------------------------------------------- | -------------------------------------------- | -------------------------------------------- | ------- |
| в том числе:                                 | Городское население                          | 90 092                                       | Процент городского населения, %              | 79,33   |
|                                              | Сельское население                           | 23 474                                       | Процент сельского населения, %               | 20,67   |
|                                              | Мужское население                            | 58 144                                       | Процент мужского населения, %                | 51,20   |
|                                              | Женское население                            | 55 422                                       | Процент женского населения, %                | 48,80   |
| Плотность населения, чел/км²                 | Плотность населения, чел/км²                 | Плотность населения, чел/км²                 | Плотность населения, чел/км²                 | 8,36    |
| Население микрорегиона в % к населению штата | Население микрорегиона в % к населению штата | Население микрорегиона в % к населению штата | Население микрорегиона в % к населению штата | 1,89    |

## Статистика
- Валовой внутренний продукт на 2003 год составляет 1 038 885 572,00 реалов (данные: Бразильский институт географии и статистики).
- Валовой внутренний продукт на душу населения на 2003 год составляет 9795,95 реалов (данные: Бразильский институт географии и статистики).
- Индекс развития человеческого потенциала на 2000 год составляет 0,748 (данные: Программа развития ООН).

## Состав микрорегиона
В составе микрорегиона включены следующие муниципалитеты:
1. Акреуна
2. Кампестри-ди-Гояс
3. Сезарина
4. Эдеалина
5. Эдея
6. Индиара
7. Жандая
8. Палмейрас-ди-Гояс
9. Палминополис
10. Парауна
11. Сан-Жуан-да-Парауна
12. Турвеландия
13. Варжан